# 諸葛豐
諸葛豐（？—前1世纪），字少季，琅邪人。西漢官員，官至司隸校尉，以執法嚴明，剛直盡忠見稱。

## 生平
諸葛豐起初因為通曉經學而作琅邪郡文學，後來御史大夫貢禹徵命諸葛豐為他的屬官，後又舉薦他為侍御史。漢元帝時，升諸葛豐為司隸校尉。因為諸葛豐執法嚴謹，敢於與犯罪的權貴對抗，得到當時長安人的讚賞，漢元帝亦為他增至光祿大夫秩以作褒賞。
當時侍中許章因為外戚身份而得寵信，行事驕橫不守法度，更縱容門客犯事。諸葛豐因而彈劾許章，正要奉上時奏章時，正好見到許章正要出門，諸葛豐因而以司隸校尉的符節要許章下車，並要將他捉拿。許章乘車逃走，與諸葛豐追逐，許章最終逃到皇宮向元帝報告，諸葛豐亦向元帝上奏有關許章的事。元帝卻沒收諸葛豐的符節，以後諸葛豐的上言亦都不再採納。後來，諸葛豐在春夏時辦案治罪，違反奉四時之法，因而受到朝臣的非議，元帝於是將他調任城門校尉。
諸葛豐後又告發光祿勳周堪和光祿大夫張猛，元帝卻下詔稱諸葛豐先前讚頌二人，今天卻告發他們，目的只求獲取功勳，於是將諸葛豐罷免。但同時又貶謫周堪和張猛二人。諸葛豐最後都沒有再被徵命任官，在家中逝世。後代則歷任郡守（二千石）。

## 後代
- 诸葛玄，刘表的属吏
- 諸葛瑾，東漢末及三國時東吳重要謀士，官至大將軍。
- 諸葛亮，諸葛瑾弟，東漢末及三國時政治家和軍事家，蜀漢丞相。
- 諸葛均，諸葛亮弟，蜀漢長水校尉。
- 諸葛誕，諸葛亮堂弟，曹魏征東大將軍。

## 延伸阅读
[在维基数据编辑]
 《漢書·卷077》，出自班固《漢書》
 在维基共享资源阅览影像